# Neverwinter Nights: Hordes of the Underdark
Neverwinter Nights: Hordes of the Underdark é um pacote de expansão para o jogo Neverwinter Nights. Desenvolvido pela BioWare, o jogo foi distribuído em dezembro de 2003.
A expansão adiciona seis classes de prestígio, novos tilesets e criaturas e ainda mais funções para o Aurora Toolset. A BioWare desenvolveu gráficos e efeitos especiais mais complexos, fazendo que a configuração mínima do jogo fosse elevada.
Hordes of the Underdark continua a história de Shadows of Undrentide, portanto não foi feito para personagens iniciantes.

## Enredo
A cidade de Waterdeep está em perigo. Apesar de ter sido construída em cima de uma montanha que leva até o lar de criaturas da profundeza conhecidas como o Underdark, a cidade raramente foi atacada por ser protegida por Halaster, um dos feiticeiros mais poderosos de Faerûn que mora na montanha para realizar suas experiências. Mas ultimamente as pessoas estão desaparecendo, e cresce o número de ataques por assassinas Drow, elfos negros residentes do Underdark. O prefeito de Waterdeep pediu ajuda a todos os aventureiros das redondezas para descobrir o que aconteceu com Halaster e para pôr fim as invasões. O jogador precisa descer a montanha e acaba enfrentando criaturas elite como Beholders e Mind Flayers.
Inicialmente, o jogador utiliza Henchmens da campanha original. Porém, ao progredir na história do jogo, conhece novos aventureiros, como Valen Shadowbreath, um Tiefling guerreiro que lutou nas Blood Wars (Guerras de Sangue, entre os demônios frios e calculistas Baatezu contra os caóticos Tanar'ri, envolvendo várias raças que acabaram sendo arrastadas para o conflito) e Nathyrra, uma Drow feiticeira e assassina.

## Jogabilidade
Hordes of the Underdark inclui seis novas classes de prestígio: Pale Master, Shifter, Mestre de Armas, Champion of Torm, Red Dragon Disciple, e Dwarven Defender. O jogo também agrega a capacidade de contratar dois socorristas de uma só vez e aumenta o nível máximo de personagem atingível para 40.  O jogo normalmente usa a mesma perspectiva de terceira pessoa como o jogo de base e o primeiro pacote de expansão, mas muda para uma perspectiva de primeira pessoa quando viaja no subsolo.

## Recepção
Hordes of the Underdark recebeu opiniões geralmente positivas. O crítico GameSpot, Andrew Park, chamou de "um pacote de expansão sólido que adiciona uma campanha substancial para jogadores únicos e novas opções interessantes para entusiastas multiplayer". De acordo com a GameSpy, "Depois da competição competente, mas, em última instância, pedestre que era "Sombras de Undrentide", o BioWare voltou com esta expansão estelar". Chris Chan da New Straits Times pensei que os gráficos eram bons, mas que sofreram problemas de desempenho devido quando muitos efeitos ocorreram simultaneamente. Ele também tomou problemas com o pathfinding para os personagens, e encontrou a transição da primeira pessoa para a terceira pessoa. Ele disse que esperava mais da terceira parte da história do jogo, e enquanto ele gostava do jogo, ele sentiu que não era o melhor trabalho BioWare. Ure Paul de mania.com comentou: "Em uma nota geral," Hordes of the Underdark "oferece uma experiência consideravelmente mais gratificante do que as" Sombras de Undrentide "e, portanto, merece um lugar honroso na sua coleção RPG. Ele apresenta melhorias suficientes para a franquia NWN para satisfazer a sua comunidade cada vez maior de jogadores dedicados. Depois de terminar, provavelmente terá o incentivo para tentar novamente com outra nova classe de prestígio ".